# Vojkan Borisavljević
Voislav „Voican” Borisavlievici sau Vojislav „Vojkan” Borisavljević (în alfabetul chirilic Војислав „Војкан“ Борисављевић; n. 5 mai 1947, Becicherecu Mare, RP Serbia, RSF Iugoslavia – d. 23 februarie 2021, Belgrad, Serbia) a fost un compozitor și dirijor sârb.

## Biografie
Vojkan Borisavljević s-a născut în data de 5 mai 1947, la Becicherecu Mare/Zrenjanin, iar un an mai târziu familia sa se mută la Belgrad. După absolvirea liceului, a studiat la Facultatea de Filozofie din Belgrad. Educația muzicală o primește la școala „Doctor Vojislav Vučković” și Liceul Muzical Stanković, alături de studiile private de la Paris, activitatea sa artistică începând cu anul 1965.
A petrecut întreaga sa viață ca artist liber în cadrul Asociației compozitorilor din Serbia. Compune muzică pentru teatru, film și televiziune, cântece populare și pentru copii, compoziții instrumentale și aranjamente, care până acum compun câteva sute de piese de diferite genuri.
El a fost angajat în conducerea teatrului, concertelor, festivalurilor și spectacolelor RTV. A colaborat cu TV Belgrad ca asistent muzical și editor din 1968. A participat la o serie de festivaluri de muzică, teatru și film în țară și în străinătate, unde a fost premiat de mai multe ori.
Compozitorul Voislav Borisavlievici a decedat în data de 23 februarie 2021, la vâsta de 73 de ani. Cântărețul de muzică rock Bajaga i-a anunțat decesul pe Facebook.